# Преображение Господне (линейный корабль)
«Преображе́ние Госпо́дне» («Слава Екатерины») — 66-пушечный парусный корабль, первый линейный корабль Черноморского флота Российской империи. Один из пяти кораблей одноимённого типа, строившихся на Херсонской верфи. Был заложен 7 (18) июля 1780 год, спущен на воду 16 (27) сентября 1783 год. Строительство вёл С. И. Афанасьев по чертежам А. С. Катасанова.

## Описание корабля
Корабли данного типа имели такие же главные размерения, как и корабли, строившиеся в Архангельске: 48,8×13,5×5,8 м. Вооружались 30-, 12-, 8- или 6-фунтовыми пушками (всего от 66 до 72 орудий) и четырьмя «единорогами»). В мирное время экипаж составлял 476 человек, в случае войны мог увеличиваться до 688 человек. Согласно принятой в XVIII веке классификации, подобные суда относились к линейным кораблям II ранга.
Серия включала также линейные корабли:
- «Святой Павел»
- «Мария Магдалина»
- «Александр»
- «Святой Владимир»

Первоначально корабль ходил под названием «Слава Екатерины», но 3 марта 1788 года ордером князя Г. А. Потёмкина был переименован, формально — поскольку имя корабля не соответствовало его рангу, фактически же — по личной просьбе Екатерины II.
Отпиши ко мне, правда ли, что турки и прочие недоброжелательные разславляют, будто корабль «Сл[ава] Екатерины» у них в руках, и они будто его взяли у дунайского устья, и будто Войнович на шлюпке с оного съехал? Пожалуй, переименуй сей корабль, буде он у нас. Не равен случай, не хочу, чтоб злодеи хвастались, что «Сл[ава] Екатерины» в их руках. (Из письма Екатерины II Потёмкину от 23.11.1787)

## История службы
В июне-июле 1784 года на камелях корабль был переведён из Херсона к Кинбурну, а 14 сентября он пришёл в Севастополь. В 1785 и 1786 годах корабль с эскадрами ходил в практические плавания в Чёрное море.
22 мая 1787 года корабль посетила Екатерина II, проводившая Высочайший смотр флота на Севастопольском рейде. До 12 августа корабль с эскадрой был в практическом плавании у берегов Крыма.

### Русско-турецкая война 1787—1791 годов

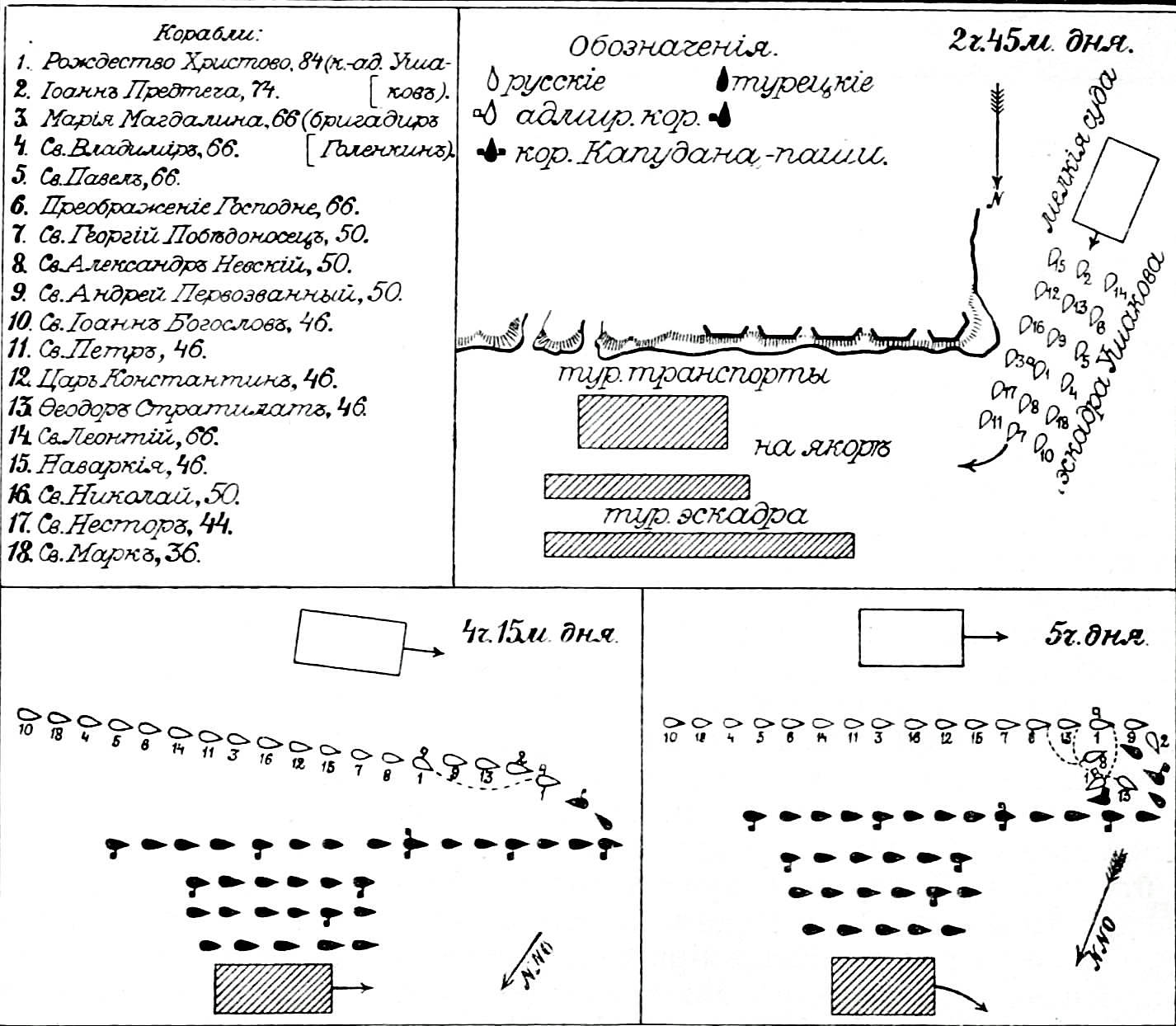
Битва при Калиакрии 1791 (из статьи «Калиакрия» «Военная энциклопедия Сытина»). Линейный корабль Преображение Господне в ордере русских показан позицией 6.

31 августа 1787 года, будучи флагманским кораблём Севастопольской эскадры контр-адмирала графа М. И. Войновича, вышел из Севастополя и направился к Варне для поиска турецких кораблей. 8 сентября у мыса Калиакра русская эскадра попала в сильный пятидневный шторм, во время которого корабль лишился всех мачт и, используя фальшивое вооружение, 21 сентября вернулся в Севастополь.
18 июня 1788 года, уже под новым именем, во главе эскадры Войновича корабль направился из Севастополя к Очакову на поиск турецкого флота. 3 июля «Преображение Господне» принял участие в сражении у Фидониси: серьёзно повредил два 80-пушечных корабля турецких вице- и контр-адмиралов и потопил шебеку. До 5 июля русская эскадра преследовала неприятельские корабли. 19 июля эскадра вернулась в Севастополь.
После этого корабль в августе и ноябре 1788 года выходил в море и оба раза попадал в сильные штормы. С сентября по ноябрь 1789 года «Преображение Господне» в составе эскадры Ф. Ф. Ушакова крейсировал в районе острова Тендра и устья Дуная, а с июля по сентябрь следующего года — в Чёрном море с целью поиска судов противника.
8 июля 1790 года корабль принял участие в Керченском сражении, 28 августа — в сражении у мыса Тендра, в котором «Преображение Господне» особо отличился, атаковав турецкий 74-пушечный корабль «Капудание».
В октябре—ноябре 1790 года корабль в составе эскадры прикрывал проход русских гребных судов из Днепра в Дунай, а 10 июля 1791 года с эскадрой контр-адмирала Ф. Ф. Ушакова вновь вышел из Севастополя на поиск кораблей Турции. С 12 по 15 июля эскадра Ушакова занималась преследованием турок, которым, тем не менее, удалось оторваться благодаря начавшемуся шторму.
31 июля «Преображение Господне» принимал участие в сражении при Калиакрии, а 20 августа вернулся в Севастополь.

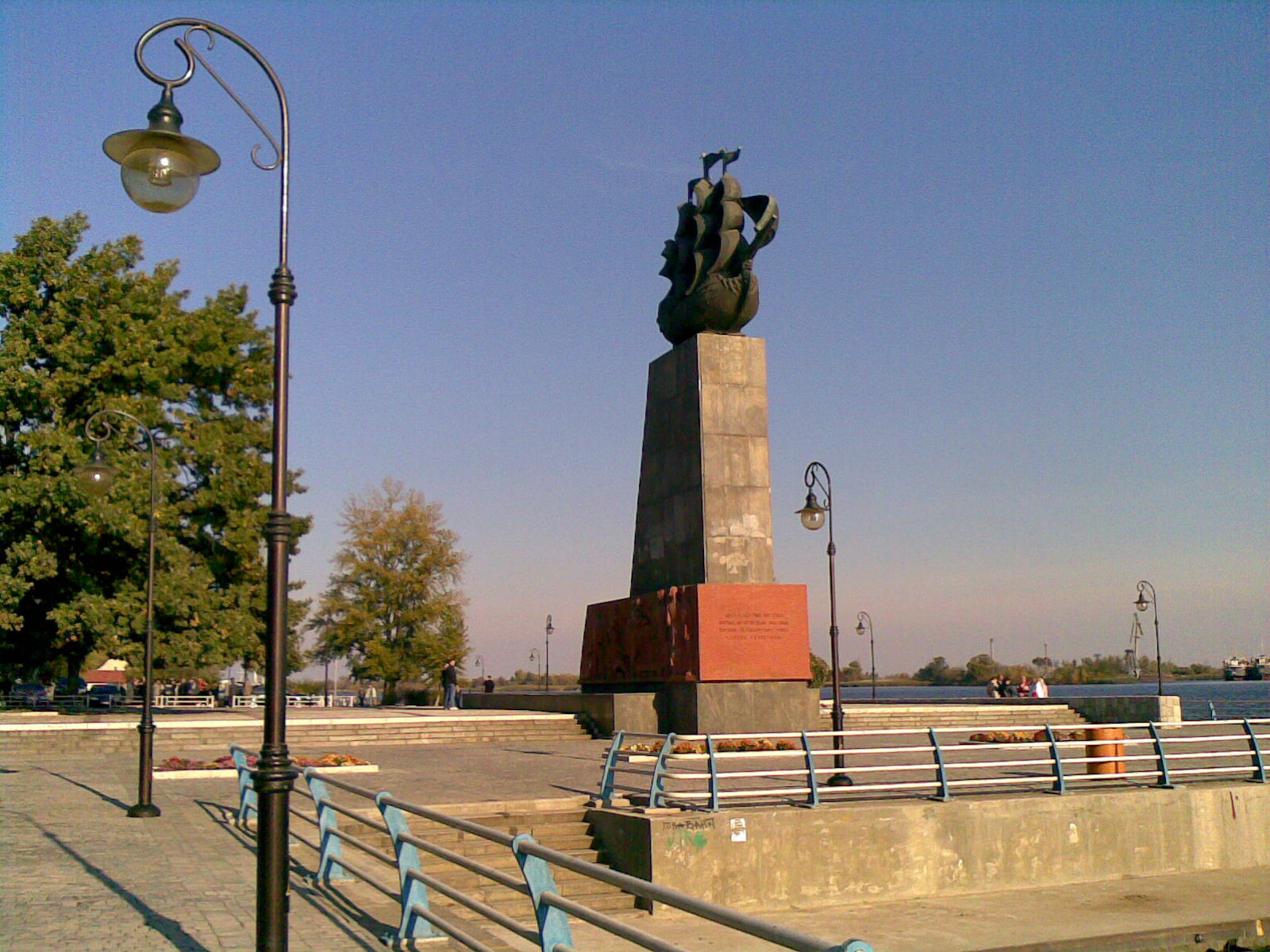
Памятник первым корабелам, Херсон, 1972. Спроектирован скульпторами И.Белокуром, В. Потребенко, В. Шкуропадом, а выполнен архитекторами Ю. Тарасовым и И. Сикало.

## Командиры
Командирами корабля служили:
1. 1784—1786 — М. И. Войнович
2. 1787—1788 — И. А. Селивачев
3. 1789—1791 — Я. Н. Саблин

## Памятник кораблю
В 1972 году в Херсоне на набережной Днепра установлен памятник первым корабелам. На высоком постаменте 40-тонный макет парусного судна из кованой меди. По бокам постамента барельефы, отображающие начало строительства кораблей в Херсоне и развитие судостроения в наши дни. На лицевой стороне внизу постамента начертана надпись: 

«Здесь в 1783 году построен первый 66-пушечный линейный корабль Черноморского флота „Слава Екатерины“»